# Told in Colorado
Told in Colorado è un cortometraggio muto del 1911 scritto e diretto da Joseph A. Golden. Prodotto dalla Selig Polyscope Company, aveva come interpreti William Duncan, T.J. Carrigan, Myrtle Stedman.

## Produzione
Il film fu prodotto da William Nicholas Selig per la sua compagnia, la Selig Polyscope Company.

## Distribuzione
Distribuito dalla General Film Company, il film - un cortometraggio di una bobina - uscì nelle sale cinematografiche statunitensi il 10 ottobre 1911.